# Obrazki z wystawy

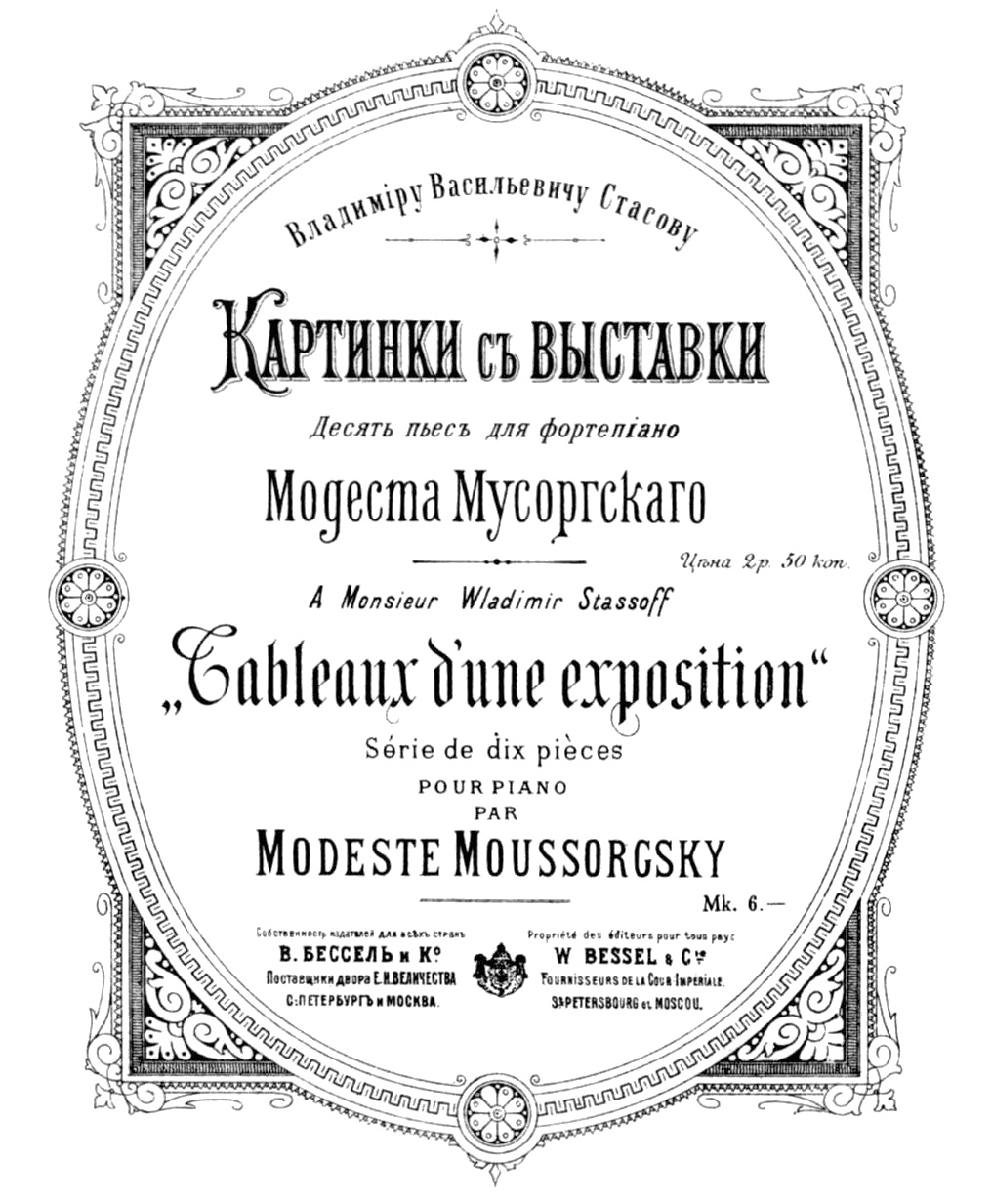
Okładka pierwszego wydania zapisu nutowego (1886).

Obrazki z wystawy (ros. Картинки с выставки, Kartinki s wystawki) – najpopularniejszy utwór Modesta Musorgskiego stanowiący cykl 10 miniatur fortepianowych z 1874 roku. Popularność zyskała wersja orkiestrowa dzieła, zinstrumentowana przez Maurice’a Ravela, która została wykonana po raz pierwszy w Paryżu pod batutą Siergieja Kusewickiego. Instrumentacji cyklu podejmowali się również inni muzycy, jak np. Leopold Stokowski.
Dzieło zostało zainspirowane wystawą akwarel i rysunków Wiktora Hartmanna, zorganizowaną latem 1874 roku, niedługo po jego śmierci. Musorgski, który był zaprzyjaźniony z malarzem, mocno przeżył jego niespodziewane odejście. Emocje te widoczne w łączącej miniatury Promenadzie, ilustrującej przechodzenie kompozytora od jednego obrazu do drugiego, jego zadumę, żal z powodu straty przyjaciela oraz sytuację jako zwiedzającego wystawę: niezdecydowanie, w którą stronę się zwrócić, przed którym obrazem zatrzymać się na dłużej.
Szczególnie 10 obrazów Hartmanna zrobiło wrażenie na Musorgskim; każdemu z nich poświęcił jedną miniaturę, nadając utworom te same tytuły, jakimi oznaczone były ich malarskie pierwowzory.

## Lista utworów

### Gnom
przedstawia budzącego odrazę karła, pokracznie poruszającego się na krzywych nogach. Nowatorstwem środków wyrazu utwór ten burzył ówczesne kanony estetyczne.

### Stary zamek
jest smutną pieśnią trubadura dla mieszkającej w zamku ukochanej.

### Tuileries
znana też jako Kłótnia dzieci w parku przedstawia igraszki najmłodszych w alejce popularnego paryskiego parku.

### Bydło
oparte na stopniowym narastaniu dźwięku, a potem jego zanikaniu, przypomina przemarsz bydła przed stojącym nieruchomo widzem. Szeroka melodia unosząca się nad ciężkim stąpaniem zwierząt ma cechy pieśni ludowej.

### Taniec kurcząt w skorupkach
lekkie, wdzięczne scherzino jest nawiązaniem do szkicu kostiumów, jaki Hartmann wykonał do baletu Trilby.

### Samuel Goldenberg i Szmul
w dwóch żydowskich melodiach ukazane zostały postaci bogatego i statecznego Goldenberga oraz biednego, gadatliwego Szmula, starającego się zaabsorbować tego pierwszego.

### Rynek w Limoges
to po mistrzowsku oddana środkami muzycznymi kłótnia przekupek na targu.

### Katakumby
obraz przedstawiał samego Hartmanna, który z latarnią w ręce zwiedzał paryskie katakumby. Musorgski pokazał postać malarza w pełnej zadumy miniaturze.

### Chatka na kurzej stopce
akwarela Hartmanna, przedstawiała fantastyczny domek Baby Jagi. Scherzo Musorgskiego, żywiołowe, nieco demoniczne w charakterze, w części trio ilustruje efekt wirowania chatki czarownicy.

### Wielka brama w Kijowie(Wielka Brama kijowska)
monumentalna, z charakterystyczną partią dzwonów, nawiązuje do muzyki z Borysa Godunowa.